# Format 5/3
 (août 2025).
Si vous disposez d'ouvrages ou d'articles de référence ou si vous connaissez des sites web de qualité traitant du thème abordé ici, merci de compléter l'article en donnant les références utiles à sa vérifiabilité et en les liant à la section « Notes et références ».

Second format en partant du haut, entre 4/3 et 16/9.

Le terme cinq-tiers, 5/3, ou 5:3, désigne les proportions de l’image et des écrans de télévision à un ratio intermédiaire entre les formats plus courants 4/3 et 16/9. Il correspond a un rapport largeur/hauteur de 1,66:1.
Le format est principalement utilisé pour les appareils de poche tels que les smartphones, etc.